# Vurmat (gmina Selnica ob Dravi)
Vurmat – wieś w Słowenii, w gminie Selnica ob Dravi. W 2018 roku liczyła 21 mieszkańców.